# ソヴィエツカヤ・ガヴァニ

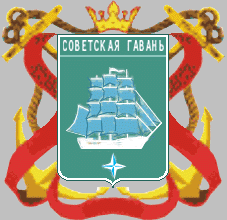
ソヴィエツカヤ・ガヴァニの紋章

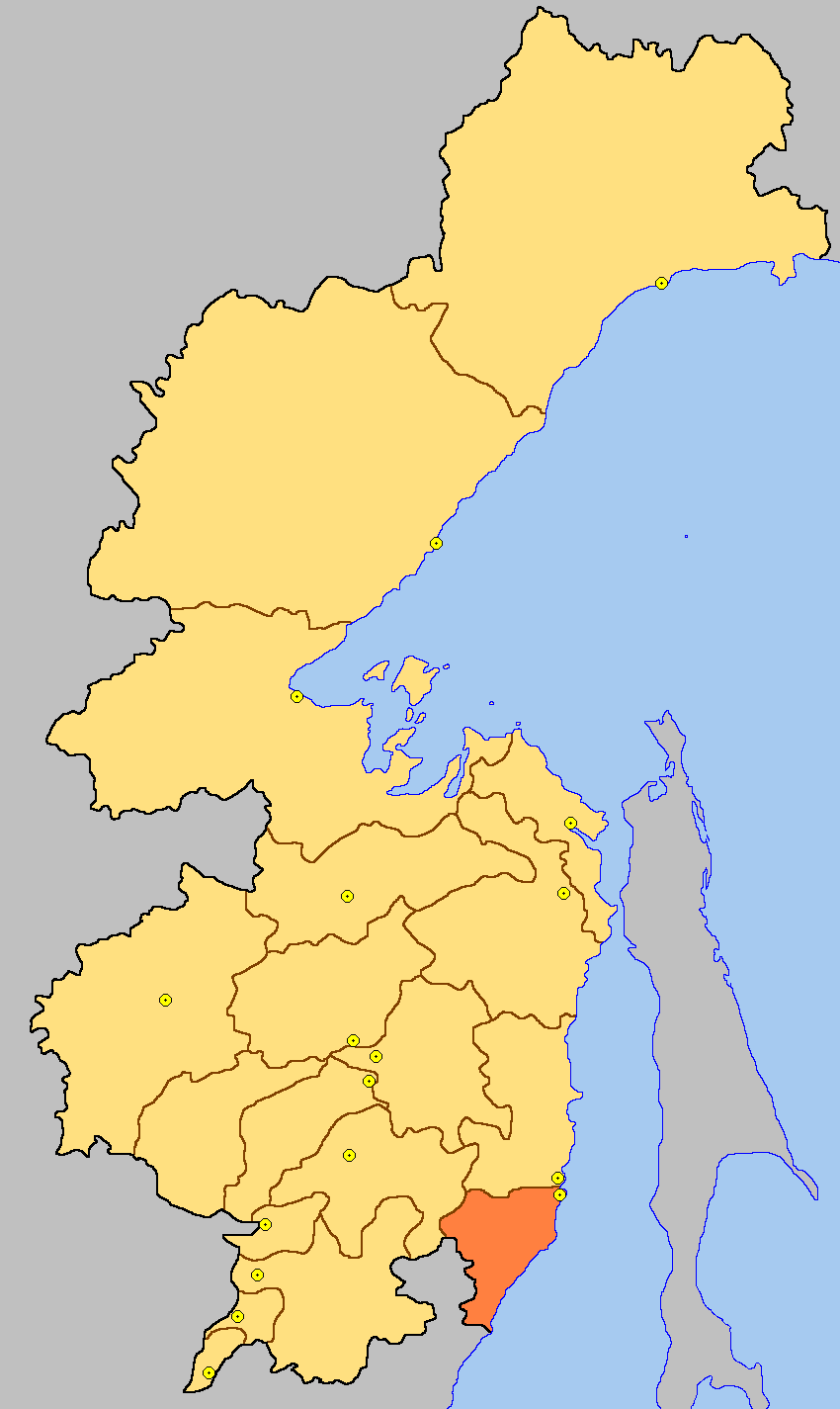
ソヴィエツカヤ・ガヴァニを含むソヴィエツカヤ・ガヴァニ地区のハバロフスク地方内での位置

ソヴィエツカヤ・ガヴァニ（ソビエツカヤ・ガバニ、ソフガワニとも、ロシア語: Сове́тская Га́вань、英語：Sovetskaya Gavan、中国語：苏维埃港）は、ロシア極東部のハバロフスク地方にある港湾都市。人口は2万4231人（2021年）。サハリン（樺太）の対岸に位置し、日本海最北部のタタール海峡（間宮海峡）に面する。バイカル・アムール鉄道の東の終点である。

## 歴史
1853年5月23日、露米会社の船舶「ニコライ」でこの地域を探検していたロシア帝国海軍大尉ニコライ・コンスタンティノヴィチ・ボシュニャックは、間宮海峡沿いのアジア大陸の海岸に天然の良港となる水深の深い入り組んだ湾をいくつか発見した。その湾の南岸の、現在のソヴィエツカヤ・ガヴァニとなる場所は、当時のロシア皇帝ニコライ1世にちなみガヴァニ・インペラトラ・ニコラヤ（Gavan imperatora Nikolaja、皇帝ニコライの港）と名付け、後にインペラトルスカヤ・ガヴァニ（Imperatorskaja Gavan、皇帝の港）と縮められた。1853年8月4日には、ロシア海軍の探検家で後に海軍将官となったゲンナジー・ネヴェリスコイがここに軍の前哨を設置し、ニコライ1世の息子コンスタンティンにちなみ、海軍上級大将コンスタンティン・ニコラエヴィッチ大公哨所と名付けた。

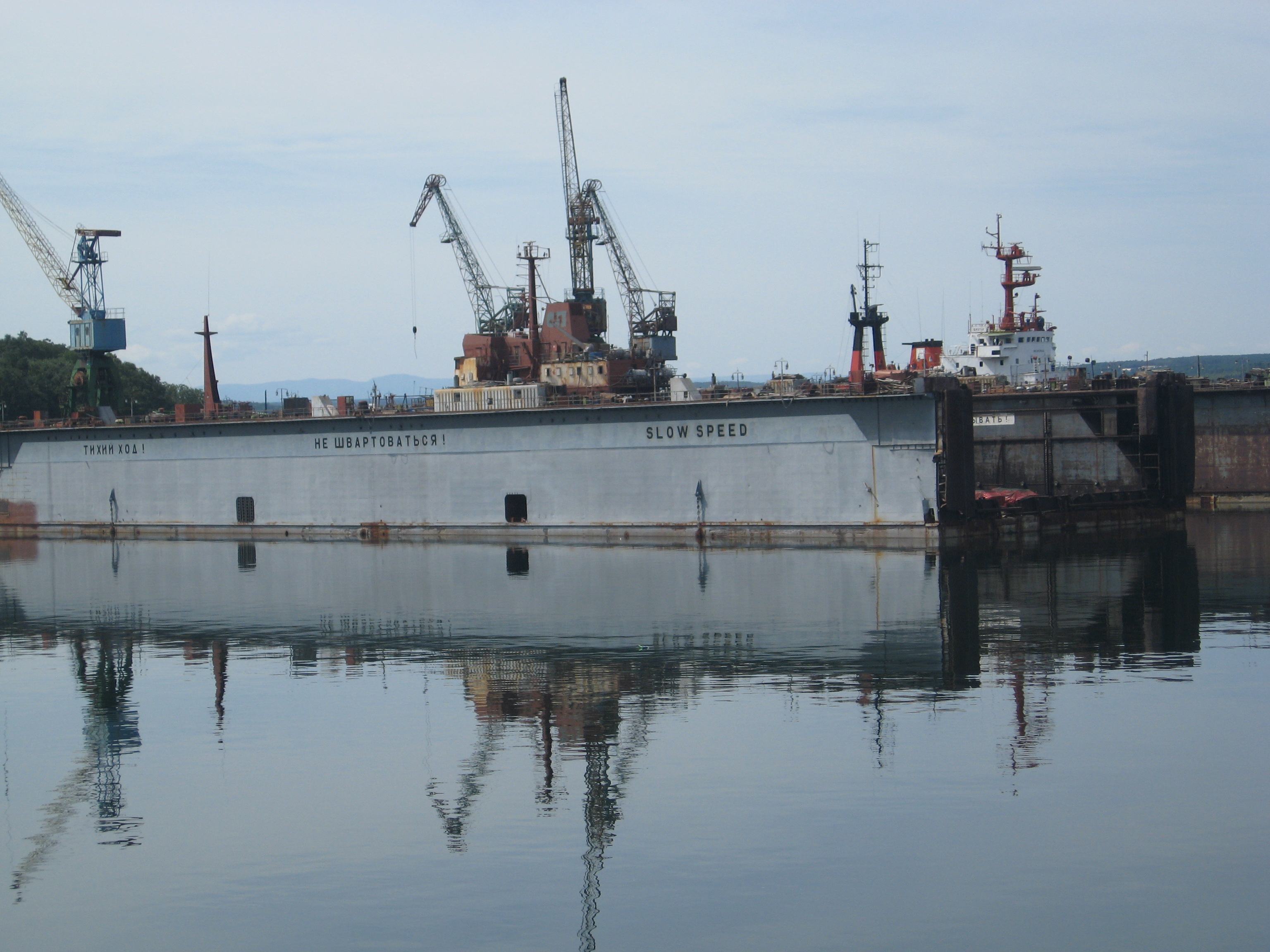
ソヴィエツカヤ・ガヴァニの船の修理工場のドック

この哨所は、20世紀初頭には日本海沿岸地域の海運および背後の山地の木材伐採の中心地となり、カナダ資本など国外の会社の進出もあった。ロシア革命後の1922年、ソビエト連邦成立にちなみ港の名前はソヴィエツカヤ・ガヴァニ（ソビエトの港）と改名された。
1941年に市となり、1943年から1945年にかけて内陸のアムール川沿岸のコムソモリスク・ナ・アムーレへの鉄道が建設された。これは直後に迫った対日参戦のために完成させたものであり、1930年代から計画されてきたバイカル・アムール鉄道の最初の開業区間でもあった。1958年には市の北のワニノ湾に位置するワニノ地区が独立した自治体・ワニノ市となり、バム鉄道完成後は貨物運送などで上り調子にあったが、ソ連崩壊後は取扱量や人口は落ち込んでいる。

## 気候
ケッペンの気候区分では、亜寒帯湿潤気候である。シベリアの内陸よりは雪が多く、若干冬の気温も高い。海洋性の気候であり、日本と同様に夏の気温のピークは8月であり、雨の降る日は多い。
| ソヴィエツカヤ・ガヴァニの気候 | ソヴィエツカヤ・ガヴァニの気候 | ソヴィエツカヤ・ガヴァニの気候 | ソヴィエツカヤ・ガヴァニの気候 | ソヴィエツカヤ・ガヴァニの気候 | ソヴィエツカヤ・ガヴァニの気候 | ソヴィエツカヤ・ガヴァニの気候 | ソヴィエツカヤ・ガヴァニの気候 | ソヴィエツカヤ・ガヴァニの気候 | ソヴィエツカヤ・ガヴァニの気候 | ソヴィエツカヤ・ガヴァニの気候 | ソヴィエツカヤ・ガヴァニの気候 | ソヴィエツカヤ・ガヴァニの気候 | ソヴィエツカヤ・ガヴァニの気候 |
| 月                             | 1月                            | 2月                            | 3月                            | 4月                            | 5月                            | 6月                            | 7月                            | 8月                            | 9月                            | 10月                           | 11月                           | 12月                           | 年                             |
| ------------------------------ | ------------------------------ | ------------------------------ | ------------------------------ | ------------------------------ | ------------------------------ | ------------------------------ | ------------------------------ | ------------------------------ | ------------------------------ | ------------------------------ | ------------------------------ | ------------------------------ | ------------------------------ |
| 最高気温記録 °C （°F）         | 0.1 (32.2)                     | 7.2 (45)                       | 18.9 (66)                      | 24.3 (75.7)                    | 31.0 (87.8)                    | 35.6 (96.1)                    | 33.7 (92.7)                    | 35.0 (95)                      | 30.2 (86.4)                    | 27.2 (81)                      | 17.8 (64)                      | 13.0 (55.4)                    | 35.6 (96.1)                    |
| 平均最高気温 °C （°F）         | −11.4 (11.5)                   | −8.6 (16.5)                    | −2.1 (28.2)                    | 5.6 (42.1)                     | 12.0 (53.6)                    | 17.2 (63)                      | 20.5 (68.9)                    | 21.9 (71.4)                    | 17.9 (64.2)                    | 10.0 (50)                      | −0.7 (30.7)                    | −8.8 (16.2)                    | 5.7 (42.3)                     |
| 日平均気温 °C （°F）           | −16.6 (2.1)                    | −14.3 (6.3)                    | −7.2 (19)                      | 0.9 (33.6)                     | 6.3 (43.3)                     | 11.0 (51.8)                    | 14.9 (58.8)                    | 16.7 (62.1)                    | 12.4 (54.3)                    | 4.6 (40.3)                     | −5.7 (21.7)                    | −13.6 (7.5)                    | 0.4 (32.7)                     |
| 平均最低気温 °C （°F）         | −21.9 (−7.4)                   | −20.5 (−4.9)                   | −13.4 (7.9)                    | −3.8 (25.2)                    | 1.7 (35.1)                     | 6.1 (43)                       | 10.5 (50.9)                    | 12.2 (54)                      | 7.1 (44.8)                     | −0.7 (30.7)                    | −11.1 (12)                     | −18.6 (−1.5)                   | −4.8 (23.4)                    |
| 最低気温記録 °C （°F）         | −36.1 (−33)                    | −34.2 (−29.6)                  | −27.8 (−18)                    | −17.2 (1)                      | −6.3 (20.7)                    | −1.1 (30)                      | 1.0 (33.8)                     | 1.0 (33.8)                     | −10.0 (14)                     | −19.0 (−2.2)                   | −24.0 (−11.2)                  | −36.1 (−33)                    | −36.1 (−33)                    |
| 降水量 mm （inch）             | 23.3 (0.917)                   | 30.8 (1.213)                   | 32.7 (1.287)                   | 39.7 (1.563)                   | 64.0 (2.52)                    | 78.5 (3.091)                   | 91.5 (3.602)                   | 107.6 (4.236)                  | 98.5 (3.878)                   | 63.8 (2.512)                   | 42.2 (1.661)                   | 32.8 (1.291)                   | 705.4 (27.772)                 |
| 平均降水日数                   | 13                             | 9                              | 12                             | 12                             | 15                             | 15                             | 14                             | 17                             | 14                             | 10                             | 12                             | 16                             | 159                            |
| 出典：                         |                                |                                |                                |                                |                                |                                |                                |                                |                                |                                |                                |                                |                                |

## 経済と軍事
街の経済の中心は港湾業で、冬には流氷に閉ざされるものの天然の良港の条件を満たしており、商港、漁港、造船所や船の修理所などがある。また漁業に伴い海産物の加工も行われる。陸路で30km（直線距離で15km）離れたワニノからは、対岸のサハリンのホルムスク（旧真岡）に向かうワニノ・ホルムスク鉄道連絡船が1973年以来運航されており、かつてはワニノからホルムスクを経て小樽市に向かうフェリーも運航されていた。
バム鉄道の旅客列車の終着駅である、ソヴィエツカヤ・ガヴァニ=ソルチロヴォチナヤ駅は、郊外のオクチャブリスキーにあり、市街からはバス又はタクシーでの移動となる。
ソヴィエツカヤ・ガヴァニにはロシア太平洋艦隊の基地がありソ連崩壊までは非常に栄えたほか、海軍飛行場やマイ=ガトーカ空港もある。

## ギャラリー

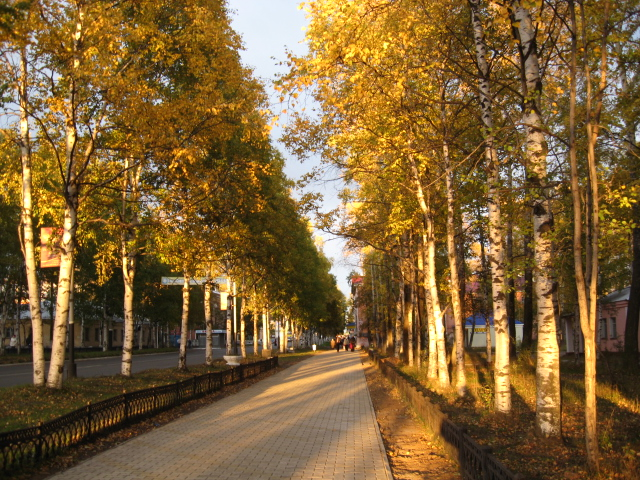
ソヴィエツカヤ・ガヴァニの中心街、レーニン通り
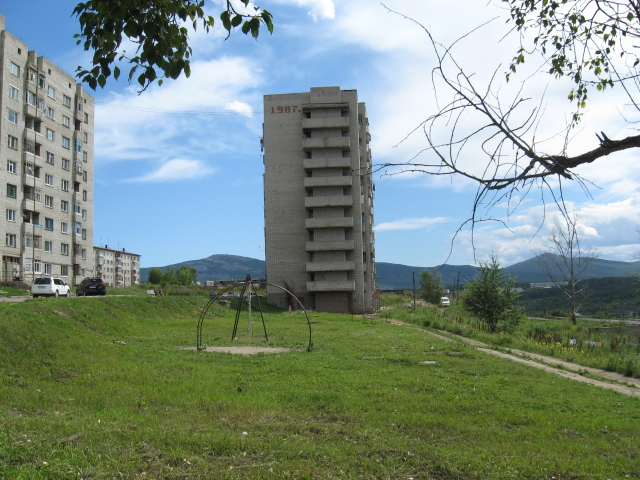
ソヴィエツカヤ・ガヴァニの集合住宅
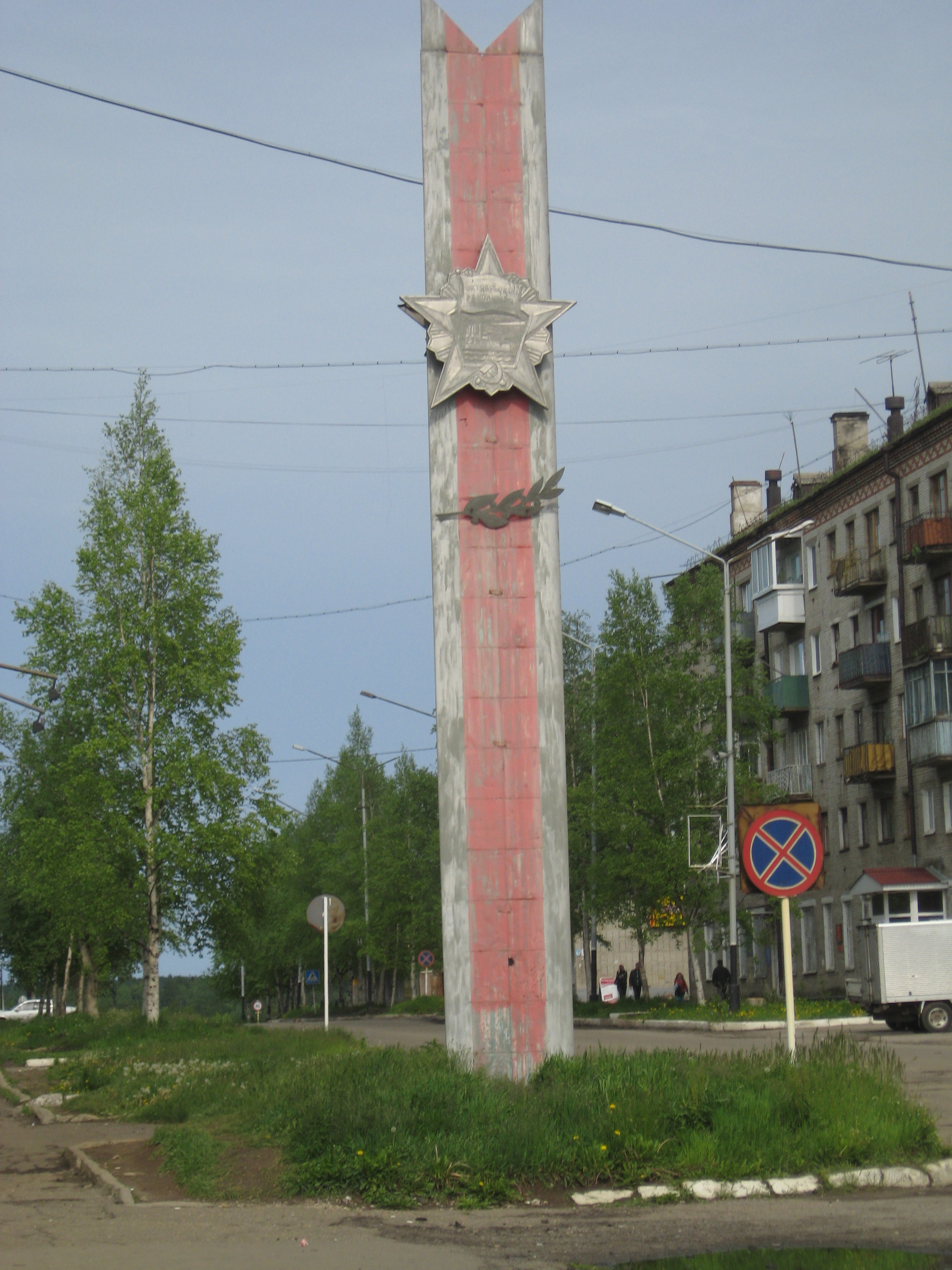
十月革命記念碑
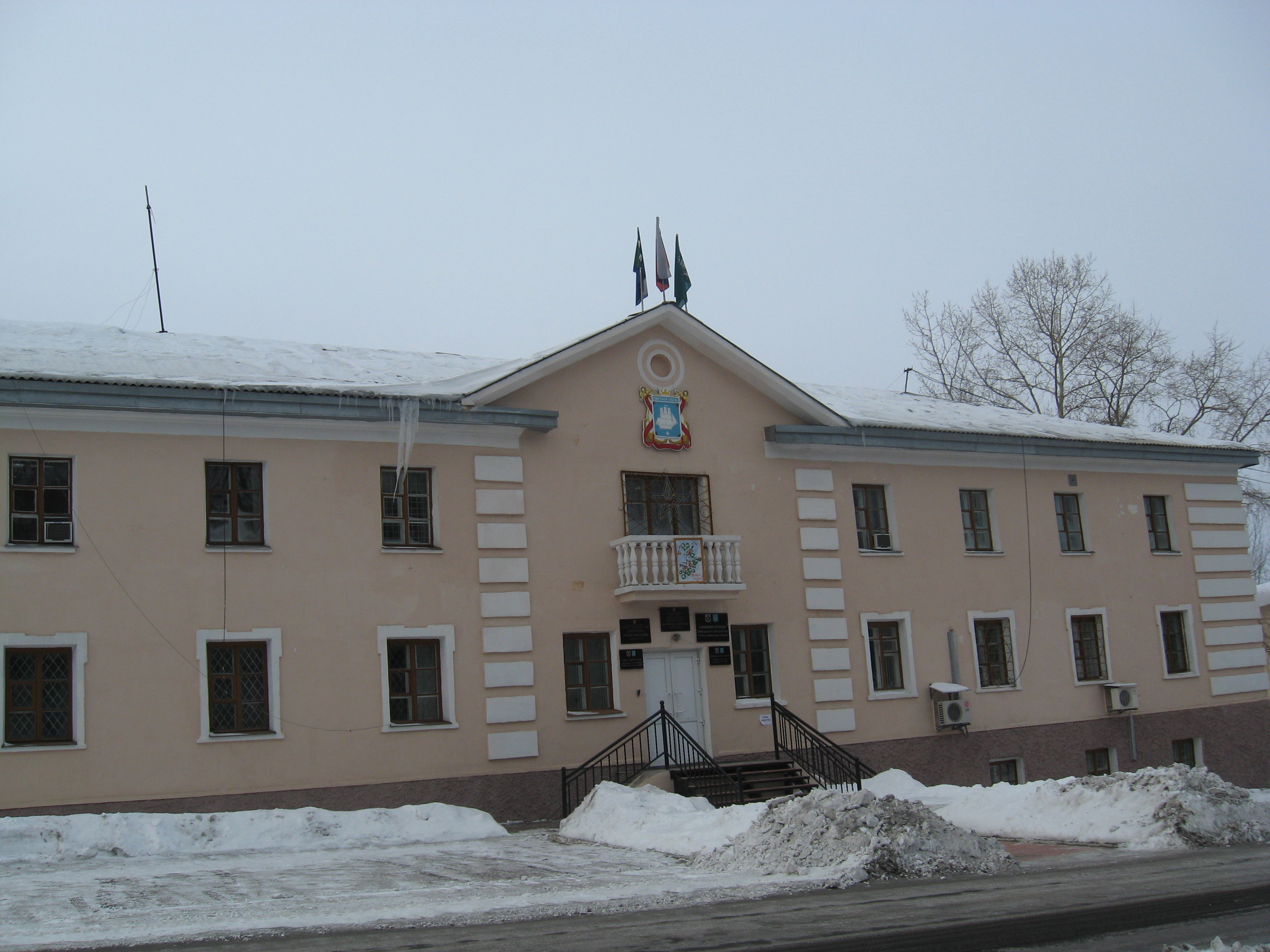
ソヴィエツカヤ・ガヴァニの市役所